# Onze-Lieve-Vrouwekerk (Kalmthout)

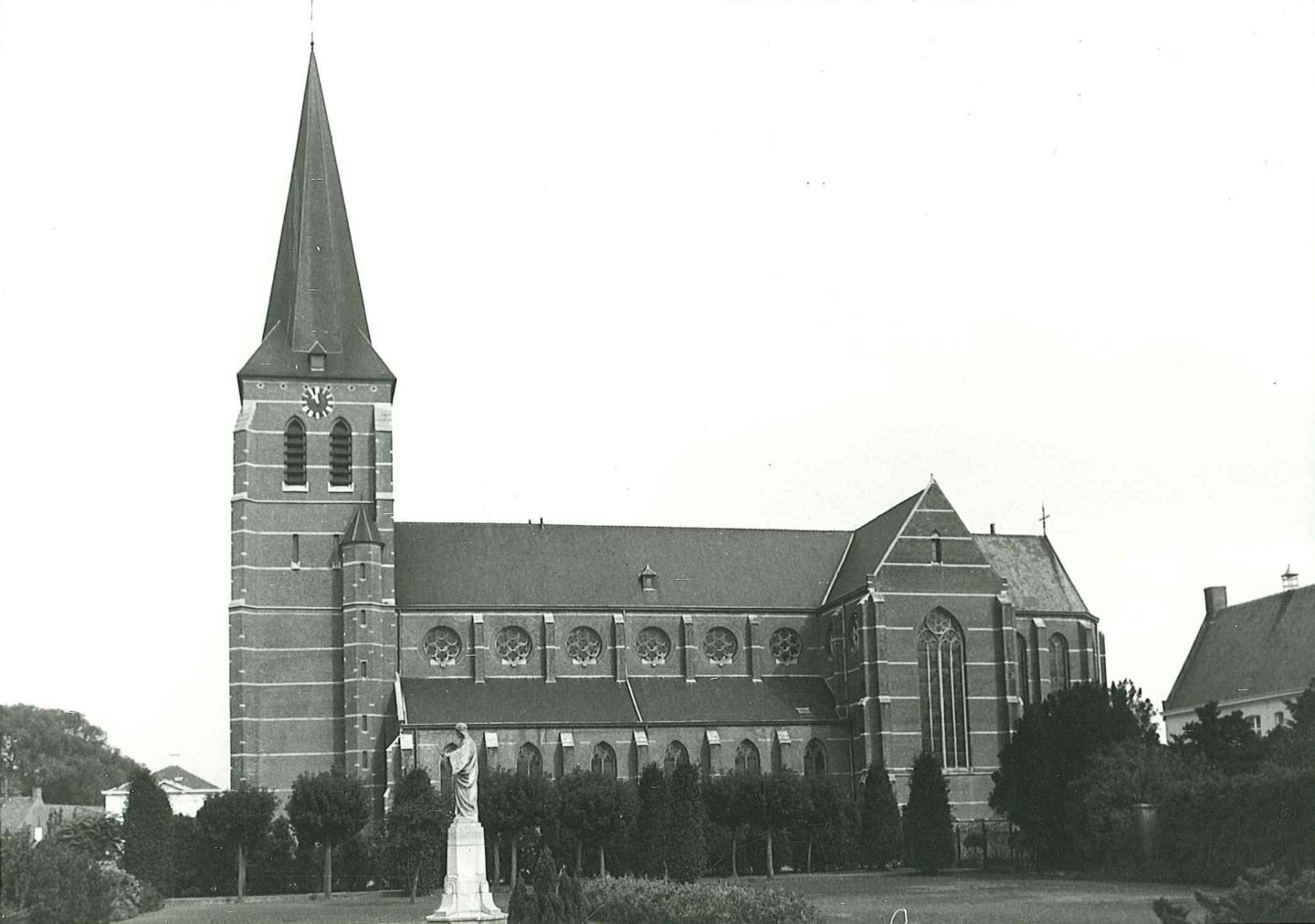
Onze-Lieve-Vrouwekerk

De Onze-Lieve-Vrouwekerk is de parochiekerk van de Antwerpse plaats Kalmthout, gelegen aan Kerkeneind 19.

## Geschiedenis
Hoewel Kalmthout pas in 1513 een zelfstandige parochie werd, was er in de 2e helft van de 14e eeuw al een kerkgebouw. Herstelwerkzaamheden vonden plaats in de eerste helft van de 17e eeuw. Van 1845-1859 werd de kerk nog vergroot. In 1897 werd hij gesloopt. Een nieuwe kerk in neogotische stijl, naar ontwerp van Louis Gife, werd van 1894-1897 iets ten westen van de oude kerk gebouwd. Tijdens de Tweede Wereldoorlog werd de kerktoren tot tweemaal toe opgeblazen, en in 1949 werd hij weer hersteld.

## Gebouw
Het betreft een driebeukige basilicale kruiskerk, gebouwd in baksteen met zandstenen speklagen. De kerk heeft een voorgebouwde westtoren, geflankeerd door een traptorentje. Het koor is driezijdig afgesloten.

## Interieur
De kerk bezit een aantal schilderijen uit de 17e, 18e en 19e eeuw, waaronder een Tenhemelopneming van Maria uit het atelier van Rubens en een Portret van een Norbertijn, door Hiëronymus van Orley.
Afgezien van een 18e-eeuwse biechtstoel en communiebank is het kerkmeubilair neogotisch.